# سرداب (شیروان)
سرداب یک روستا در ایران است که در دهستان قوشخانه بالا واقع شده‌است. سرداب ۲۹۰۰ نفر جمعیت دارد.
مردم این روستا به زبان کرمانجی سخن می‌گویند